# Bartlett-Test
Als Bartlett-Test (auch: Bartletts Test) werden zwei verschiedene statistische Tests bezeichnet:
- der Bartlett-Test auf Gleichheit der Varianzen in {\displaystyle k} Stichproben und
- der Bartlett-Test auf Sphärizität zur Durchführung einer Faktorenanalyse.

Beide Tests beruhen auf einem Likelihood-Quotienten-Test und setzen eine Normalverteilung voraus.

## Bartlett-Test auf Gleichheit der Varianzen
Dieser Test prüft, ob {\displaystyle k} Stichproben aus Grundgesamtheiten mit gleichen Varianzen stammen. Eine Reihe von statistischen Tests, z. B. die Varianzanalyse, setzen voraus, dass die Varianzen der {\displaystyle k} Gruppen in der Grundgesamtheit gleich sind. Der Bartlett-Test wird zur Überprüfung dieser Voraussetzung benutzt. Er wurde 1937 von Maurice Bartlett entwickelt. Dieser Test wird auch Bartletts M-Test oder Neyman-Pearson-Bartlett-Test genannt.

### Voraussetzung
Der Bartlett-Test setzt eine Normalverteilung für jede der {\displaystyle k} Gruppen voraus, wobei die Mittelwerte {\displaystyle \mu _{i}} und die Varianzen {\displaystyle \sigma _{i}^{2}} unbekannt sind, {\displaystyle i=1,\ldots ,k}. Der Test reagiert empfindlich auf die Verletzung der Normalverteilungsvoraussetzung. Alternativen sind dann der Levene-Test oder Brown-Forsythe-Test, die weniger sensitiv auf die Verletzung dieser Voraussetzung reagieren.

### Hypothesen
Der Bartlett-Test testet die Nullhypothese, dass alle Gruppenvarianzen gleich sind, gegen die Alternativhypothese, dass mindestens zwei Gruppenvarianzen ungleich sind:
{\displaystyle H_{0}:\sigma _{1}^{2}=\dots =\sigma _{k}^{2}} gegen {\displaystyle H_{1}:\exists i,j\quad {\text{mit}}\quad \sigma _{i}^{2}\neq \sigma _{j}^{2}}

### Teststatistik
Wenn die {\displaystyle k} Gruppen die Stichprobenumfänge {\displaystyle n_{i}}, die Stichprobenmittel {\displaystyle {\bar {X}}_{i}={\frac {1}{n_{i}}}\sum _{j=1}^{n_{i}}X_{ij}} und  die Stichprobenvarianzen {\displaystyle S_{i}^{2}={\frac {1}{n_{i}-1}}\sum _{j=1}^{n_{i}}(X_{ij}-{\bar {X}}_{i})^{2}} für {\displaystyle i=1,\ldots ,k} haben, dann wird die Teststatistik definiert als
{\displaystyle X^{2}={\frac {(N-k)\ln(S_{p}^{2})-\sum \limits _{i=1}^{k}(n_{i}-1)\ln(S_{i}^{2})}{1+{\frac {1}{3(k-1)}}\left(\left[\sum \limits _{i=1}^{k}{\frac {1}{n_{i}-1}}\right]-{\frac {1}{N-k}}\right)}}}
mit {\displaystyle N=\sum _{i=1}^{k}n_{i}} und {\displaystyle S_{p}^{2}={\frac {1}{N-k}}\sum _{i=1}^{k}(n_{i}-1)S_{i}^{2}}.

### Testverteilung
Die Teststatistik {\displaystyle X^{2}} ist, bei Richtigkeit der Nullhypothese, approximativ Chi-Quadrat-verteilt mit {\displaystyle k-1} Freiheitsgraden. Die Nullhypothese wird abgelehnt, wenn die Realisierung der Teststatistik größer als  {\displaystyle \chi _{k-1,1-\alpha }^{2}} ist.
Dabei bezeichnet {\displaystyle \chi _{k-1,1-\alpha }^{2}} das {\displaystyle (1-\alpha )}-Quantil der Chi-Quadrat-Verteilung mit {\displaystyle k-1} Freiheitsgraden. Dieser kritische Wert wird manchmal auch als oberer {\displaystyle 100\alpha }-Prozentpunkt (engl. upper {\displaystyle 100\alpha } percentage point) der Verteilung bezeichnet und dann auch als {\displaystyle \chi _{k-1,\alpha }^{2}} notiert.
Der Bartlett-Test ist eine Modifikation eines entsprechenden Likelihood-Quotienten-Tests.

## Bartlett-Test auf Sphärizität
Er prüft im Rahmen der Faktorenanalyse, ob die Korrelationsmatrix der beobachteten Variablen in der Grundgesamtheit gleich der Einheitsmatrix ist. Kann diese Nullhypothese nicht abgelehnt werden, sollte die Faktorenanalyse nicht durchgeführt werden.

### Voraussetzung
Der Test setzt eine multivariate Normalverteilung der Daten voraus und reagiert sensitiv auf die Verletzung dieser Voraussetzung.

### Hypothesen
Der Test testet die Nullhypothese, dass die Korrelationsmatrix {\displaystyle R} gleich der Einheitsmatrix {\displaystyle E} ist, gegen die Alternativhypothese, dass die beiden ungleich sind:
{\displaystyle H_{0}:R=E\,} gegen {\displaystyle H_{1}:R\neq E}

### Teststatistik
Wenn {\displaystyle p} die Anzahl der Variablen ist, für die die Korrelationsmatrix {\displaystyle R} berechnet wurde, dann wird die Teststatistik definiert als
{\displaystyle X^{2}=-\left(n-1-{\frac {2p+5}{6}}\right)\log(|R|)}
wobei {\displaystyle n} die Anzahl der Beobachtungen und {\displaystyle |R|} die Determinante von {\displaystyle R} ist.
Die Teststatistik {\displaystyle X^{2}} ist approximativ {\displaystyle \chi _{p(p-1)/2}^{2}}-verteilt mit {\displaystyle p(p-1)/2} Freiheitsgraden. D. h. die Nullhypothese wird abgelehnt, wenn die Realisierung der Teststatistik größer ist als  {\displaystyle \chi _{p(p-1)/2,\alpha }^{2}}.

### Zum Verständnis
Ein vereinfachtes Verständnis des Prinzips ist aus einer geometrischen Metapher herleitbar: man stelle sich die untersuchten Fälle als Punkte im Raum der Variablen vor. Die Variablenwerte bilden dabei die Koordinaten. Bei einer sphärischen Kovarianzstruktur bilden die Punkte eine etwa kugelförmige Wolke -Sphäre ist ein selten gebrauchtes Wort für Kugel. Solch eine Situation ist ungünstig für Verfahren wie die Hauptkomponenten- oder die Faktorenanalyse, die ja versuchen, die Längsachse der Punktwolke zu finden, denn eine Kugel besitzt so etwas nicht.